# 탁신 친나왓
탁신 친나왓(태국어: ทักษิณ ชินวัตร Thaksin Shinawatra[*], 듣기 (도움말·정보), 문화어: 탁신 쉬나와트라, 1949년 7월 26일 ~ )은 태국의 중국인 이민자 출신의 태국 기업인이자 정치인으로 제23대 총리를 지냈으나 쿠데타로 실각하였다.
중국어 이름은 추다신(중국어: 丘達新, 병음: Qiū Dáxīn)으로, 별칭은 매우(태국어: แม้ว Maew[*])였다. 그는 '태국의 마하티르'로 알려져 있다.

## 생애와 경력
중국 남부에 살던 츄다신의 부모는 매우 가난하였고 중국 남부와 태국의 느슨한 국경선을 넘어 불법 이주하였다. 불법 이주 중에는 중국어 이름을 숨기고 릇 친나왓을 사용하였고 불법 이민자 자녀였던 탁신 친나왓은 태국 국적을 얻게 되었다. 탁신 친나왓은 농민과 빈민층이 지지하는 여러 발언을 통해 인기를 끌게 되었고 그 인기에 의해 정치에 참여하게 되었다. 하지만 정치에 관여하면서 여러 기업들과 연계되어 사적으로 돈을 벌며 기업인이 되었다. 2001년 2월에 총리에 올랐는데, 친족에 의한 주식 내부거래 의혹이 발각되어, 2006년에는 그를 규탄하는 시위가 일어나기도 하였다. 농민, 빈민층에 의한 인기를 통해 유명인이 되었던 탁신 친나왓은 그 인기를 이용하려는 기업간의 거래를 통해 사업가가 되기도 하였고 이러한 불법행동이 시위자들에 의해 규탄되었다. 
결국 2006년 9월 19일 유엔 총회 참석 차, 미국 방문 중 쿠데타로 실각했다. 이후 망명 생활을 보냈다. 현재도 탁신의 영향력은 커서, 그를 지지하는 국민과 반대하는 입장의 국민 간에 자주 충돌이 발생한다. 도심부보다도 농촌 지역에서의 지지가 높다.
영국에서 맨체스터 시티 FC의 지분을 확보하면서 구단주가 되었으나, 자금 동결로 아부다비 그룹의 만수르 빈 자이드 알 나하얀에게 넘겼다.
군부 정권 하에서 치러진 2011년 태국 총선거에서 탁신 우호 성향의 정당이 승리함에 따라 탁신은 태국으로 귀국했으며, 법원 공판에 나와 부패에 관한 군부의 주장을 부정했다. 또한 여동생인 잉락 친나왓이 총리로 선출되며 탁신도 정계에서 영향력을 행사하게 된다. 그러나 2014년 태국 쿠데타로 잉락이 실각하며 망명하자 탁신도 다시 국외로 망명한다. 하지만 여전히 태국에는 친탁신 정당들이 정치 활동을 하고 있으며 탁신을 지지하는 시민모임인 레드셔츠도 활동이 활발하다. 2019년 태국 총선거에서도 다소 기대 이하이긴 하나, 탁신계 정당이 원내1당 지위를 기록했다.

## 태국 정치에서의 탁신 친나왓
21세기 태국 정치는 친탁신 진영과 반탁신 진영의 갈등이라고 봐도 무방하다. 친탁신 진영은 프아타이당을 위시로 한 범탁신계 정당 및 레드셔츠이며, 반탁신 진영은 군부 및 군부계 정당, 민주당, 그리고 옐로셔츠가 속해 있다. 2006년과 2014년의 쿠데타도 반탁신 진영이 탁신에 반대해 일으킨 것이다. 주로 방콕이나 남부 지역에서는 탁신에 대한 반감이 강하지만, 북동부 지역에서는 압도적으로 지지받고 있다. 이는 탁신이 총리 재임기간 당시 북동부 지역의 농민과 빈민층에게 지원 정책을 많이 펼쳤기 때문이다.
본래 탁신 친나왓은 인기를 기반으로 왕실의 간섭을 줄이고 영국이나 일본처럼 순수한 입헌군주제를 추진하려 했기에 푸미폰 아둔야뎃 국왕과 불편한 관계였으며 실제로 2006년, 2014년 쿠데타도 국왕이 승인하였다. 하지만 마하 와찌랄롱꼰 국왕과는 왕세자 시절부터 친분이 있었으며, 탁신도 왕위 계승 문제에 있어 마하 와찌랄롱꼰을 지지하는 등 둘의 관계는 깊다.

## 경력
- 1987년: 친나왓 그룹 설립
- 1994년: 태국 외무부 장관
- 1995년: 태국 팔랑 다르마당 당수
- 1997년 8월: 태국 연립정부 부총리
- 2001년 2월 ~ 2006년 9월: 태국 총리
- 2007년 5월: 타이프로골프협회 (TPGA) 회장
- 2007년 6월 ~ 2008년 9월: 프리미어리그 맨체스터 시티 FC 구단주
- 2009년 10월: 캄보디아 경제고문

## 같이 보기
- 맨체스터 시티 FC